# Un caso per tre detective
Un caso per tre detective (titolo originale Case for Three Detectives) è un romanzo di Leo Bruce, pseudonimo di Rupert Croft-Cooke, pubblicato nel 1936.

## Trama
Il romanzo porta alla ribalta della scena letteraria del giallo la figura del sergente William Beef, agente di un piccolo villaggio della provincia inglese.
Proprio la sua banale diligenza nell'osservare le procedure del protocollo della polizia ed il suo estremo senso della realtà, che gli permettono di stare sempre con i piedi per terra, lo aiuteranno a smascherare l'assassino di Mary Thurston, la gentile ed ingenua ospite che, con il marito, il dottor Thurston, è solita invitare nella loro casa georgiana conoscenti ed amici ad allietare le serate nel corso di classici ricevimenti della mondanità di campagna. Le doti del sergente Beef si paleseranno solo al momento dell'epilogo del romanzo, dopo che la sua figura è stata sino ad allora in qualche modo offuscata dalle indagini e dalle intuizioni di tre rinomati investigatori, nei quali il lettore non potrà non riconoscere le figure di Lord Peter Wimsey, Hercule Poirot e Padre Brown.
Proprio nella capacità di disegnare queste tre figure, con abbondante dose di ironia che culminerà nel finale, sta l'abilità di Croft-Cooke, il quale mostra di conoscere a fondo la personalità e la psicologia di questi mostri sacri dell'investigazione, nonché lo stile dei loro creatori, riuscendo a rappresentarli con verosimiglianza. L'errore degli infallibili aprirà così le porte alla pragmaticità del sergente Beef che, sebbene sottovalutato dal narrante - il signor Townsend - e dagli stessi, manterrà comunque ammirazione e stima nei confronti dei tre investigatori, senza strafare erigendosi a migliore fiuto. 

## Edizioni
- Leo Bruce, Un caso per tre detective, collana Il Giallo Mondadori n. 1786, Arnoldo Mondadori Editore, 1983.
- Leo Bruce, Un caso per tre detective, collana I Classici del Giallo, n. 853, Arnoldo Mondadori Editore, 1999.